# Resolució 834 del Consell de Seguretat de les Nacions Unides
La Resolució 834 del Consell de Seguretat de les Nacions Unides, fou adoptada per unanimitat l'1 de juny de 1993. Després de reafirmar les resolucions 696 (1991), 747 (1992), 785 (1992) 793 (1992),  804 (1993), 811 (1993) i 823 (1993), el Consell va manifestar la seva preocupació per la situació política, militar i humanitària en deterioració
a Angola i va ampliar el mandat de la Segona Missió de Verificació de les Nacions Unides a Angola (UNAVEM II) per un període de 45 dies fins al 15 de juliol de 1993.
Les converses entre el país i el grup rebel UNITA a Abidjan, Costa d'Ivori, havien fracassat i no es va establir un alto el foc. El Consell va donar suport als esforços del Secretari General Boutros Boutros-Ghali per posar fi a la crisi, destacant la importància de la presència de les Nacions Unides per impulsar el procés de pau.
Després d'estendre el mandat d'UNAVEM II fins al 15 de juliol de 1993, la resolució exigia que la UNITA acceptés els resultats de les eleccions de 1992 i respectés els Acords de Pau. Les accions i atacs d'UNITA van ser condemnats i es va instar a ambdues parts a reprendre les converses el més aviat possible, i va assenyalar que UNITA seria responsable de la ruptura de les converses. El Consell també va convidar a tots els països que no proporcionessin a UNITA un suport militar directe o indirecte.
El Consell de Seguretat va acollir amb beneplàcit els passos del Secretari General per enfortir els esforços humanitaris a Angola, amb tots els estats, els organismes especialitzats i organitzacions no governamentals foren convidats a contribuir generosament. Es va demanar a ambdues parts que respectessin el dret internacional humanitari, incloent no obstaculitzar l'accés de l'ajuda humanitària a la població i garantir la seguretat del personal humanitari. El treball del Secretari General i del seu Representant Especial es va encomanar després de l'establiment dels corredors humanitaris acordats al país.
Finalment, es va demanar a Boutros-Ghali que presentés un informe abans del 15 de juliol de 1993 sobre la situació i que formulés recomanacions sobre el paper addicional de les Nacions Unides en el procés de pau. El Consell de Seguretat va reiterar la seva posició que prendria mesures ràpides per recomanació del Secretari General per ampliar la presència de les Nacions Unides a Angola.